# Super Challenge
Die Red Bull Super Challenge 1998 war ein einmalig ausgetragenes Snooker-Einladungsturnier, das im Rahmen der Saison 1998/99 in den chinesischen Städten Shenyang, Xi’an und Peking ausgetragen wurde. Während die Website snooker.org als Austragungsdatum den Zeitraum vom 8. bis zum 10. September 1998 nennt, nannte Chris Turner’s Snooker Archive den Juni 1998. snooker.org bezeichnet das Turnier zudem als „Champions Super League“, die eigentliche Champions Super League fand aber bereits einige Monate zuvor in Guangzhou statt. Sieger der Super Challenge wurde Stephen Hendry, das höchste Break spielte John Higgins mit einem 127er-Break. Ob es weitere Century Breaks gab, ist unbekannt.

## Preisgeld
Wie auch die Champions Super League wurde das Turnier von Red Bull gesponsert. Ebenso bekam der Sieger 12.000 Pfund Sterling. Ob es weiteres Preisgeld gab, ist unbekannt.

## Turnierverlauf
Für snooker.org war das Turnier das „‘warm up’ zum China International“, für Chris Turner ein „zur Champions Super League ähnliches Event“. Es nahmen erneut sechs Spieler teil, größtenteils dieselben wie bei der Champions Super League. Allerdings wurde James Wattana durch John Higgins und Marco Fu durch Au Hi Wai aus Hongkong ersetzt. Somit nahmen erneut drei Profispieler der Weltspitze und drei regionale Amateure am Turnier teil, welches in den Städten Shenyang, Xi’an und Peking ausgetragen wurde. Das Turnier wurde als einfaches Rundenturnier ausgetragen, wobei jede Partie über fünf Frames ging. Für jeden Sieg bekam man drei Punkte, für jeden gewonnenen Frame zusätzlich einen weiteren Punkt. Am Ende wurde eine Abschlusstabelle erstellt, dessen Erstplatzierter das Turnier gewann. Die Spielergebnisse basieren auf der Angabe der jeweils gegen andere Spieler gewonnenen Frames in der Abschlusstabelle auf snooker.org. Die Reihenfolge folgt der Abschlusstabelle, sagt also mangels weiterer Quellen nichts über die wirkliche Reihenfolge der Partien aus.
| Pos. | Spieler        | Partien | S | N | Frames | Diff. | Pkt. |
| ---- | -------------- | ------- | - | - | ------ | ----- | ---- |
| 1    | Stephen Hendry | 5       | 4 | 1 | 17:8   | +9    | 29   |
| 2    | John Higgins   | 5       | 3 | 2 | 15:10  | +5    | 24   |
| 3    | Steve Davis    | 5       | 3 | 2 | 12:13  | −1    | 21   |
| 4    | Guo Hua        | 5       | 3 | 2 | 11:14  | −3    | 20   |
| 5    | Au Hi Wai      | 5       | 1 | 4 | 11:14  | −3    | 14   |
| 6    | Pang Weiguo    | 5       | 1 | 4 | 9:16   | −7    | 12   |

| Spiel | Spieler 1      | Ergebnis | Spieler 2    |
| ----- | -------------- | -------- | ------------ |
| 1     | Stephen Hendry | 14:14    | John Higgins |
| 2     | Stephen Hendry | 14:14    | Steve Davis  |
| 3     | Stephen Hendry | 32:32    | Guo Hua      |
| 4     | Stephen Hendry | 14:14    | Au Hi Wai    |
| 5     | Stephen Hendry | 23:23    | Pang Weiguo  |
| 6     | John Higgins   | 14:14    | Steve Davis  |
| 7     | John Higgins   | 05:05    | Guo Hua      |
| 8     | John Higgins   | 23:23    | Au Hi Wai    |

| Spiel | Spieler 1    | Ergebnis | Spieler 2   |
| ----- | ------------ | -------- | ----------- |
| 9     | John Higgins | 32:32    | Pang Weiguo |
| 10    | Steve Davis  | 14:14    | Guo Hua     |
| 11    | Steve Davis  | 23:23    | Au Hi Wai   |
| 12    | Steve Davis  | 23:23    | Pang Weiguo |
| 13    | Guo Hua      | 23:23    | Au Hi Wai   |
| 14    | Guo Hua      | 14:14    | Pang Weiguo |
| 15    | Au Hi Wai    | 14:14    | Pang Weiguo |